# Irányregény
Az irányregény valamely társadalmi-politikai, esetleg tudományos cél elérése érdekében vagy valamely ilyen természetű tétel bizonyítására megalkotott regény. Hasonló fogalom a költészetre alkalmazott irányköltészet.
Az 1963-as Magyar irodalmi lexikon meghatározása szerint: 

„irányregény: a társadalmi regényeknek az a fajtája, amelynek kifejezett célja a társadalom egészének vagy egyes intézményeinek megváltoztatása, ill. társadalmi eszmék megvalósulásának elősegítése. Nem egy mozzanatában a pártos irodalom elődje. Kezdetei az államregényekig nyúlnak vissza, amelyek kezdetben, még feudális körülmények közt egy jobb, emberibb államrend képét vetítették az olvasó elé nemegyszer már utópista szocialista elképzelésekkel (Morus, Campanella, Morelli, Cabet). Magyarországon Bessenyei Tariménes utazásai c. munkája a felvilágosodás polgárosító eszméinek jegyében fest egy, az adott állapotokhoz képest jobb társadalmi rendet. De az irányregény szorosabb értelemben konkrét intézményeket tesz bírálat tárgyává és sürgeti a megbírált helyzet megváltoztatását. V. Hugo Nyomorultak c. regénye, Zola utolsó regényei jellegzetes példái az irányregénynek. Magyarországon Dugonits Etelkája tűz ki először napi politikai feladatot, amikor II. József rendelkezéseit kipellengérezi. Eötvös József a legjellegzetesebb és legtudatosabb irányregény-író. A falu jegyzője c. műve egyértelműen a jobbágyfelszabadítást készíti elő az irodalom eszközeivel. Upton Sinclair kapitalizmust bíráló  és a szocializmussal rokonszenvező korai regényei is irányregények.”

## Történetéből
Magyarországon a reformkorban zajlott le fontos irodalmi vita az irányköltészetről, amely érintette Eötvös József A falu jegyzője című regényét is.

## Példák irányregényekre
- Táncsics Mihály